# Derek (série télévisée, 2005)
Cet article concerne la série télévisée canadienne. Pour la série télévisée britannique, voir Derek (série télévisée, 2012).
Pour les articles homonymes, voir Derek.
Derek (Life with Derek) est une série télévisée canadienne en 70 épisodes de 24 minutes créée par Daphne Ballon et diffusée du 18 septembre 2005 au 25 mars 2009 sur Family.
En France, la série a été diffusée sur Disney Channel France puis à partir du 26 novembre 2005 sur France 2 et à partir du 26 octobre 2009 sur France 4, et au Québec à partir du 5 juin 2006 sur VRAK.TV.

## Synopsis
Les joies d'une famille recomposée… Lorsque Nora MacDonald (-Venturi), la mère de Casey et Lizzie, et George Venturi, le père de Derek, Edwin et Marti ont décidé de se marier et de vivre ensemble, ils avaient sous-estimé la rivalité qui allait naître entre leurs enfants. Avec leurs caractères dominateurs, les deux ados de 15 ans et les deux enfants de 12 ans se retrouvent en permanence dans des situations explosives.

## Distribution

### Acteurs principaux
- Michael Seater (VF : Donald Reignoux) : Derek Venturi
- Ashley Leggat (VF : Jessica Monceau) : Casey MacDonald
- Jordan Todosey (VF : Charlyne Pestel) : Lizzie MacDonald
- Daniel Magder (VF : Catherine Desplaces puis Thomas Sagols) : Edwin Venturi
- Ariel Waller (VF : Karine Foviau) : Marti Venturi
- Joy Tanner (VF : Brigitte Berges) : Nora MacDonald (-Venturi)
- John Ralston (VF : Guillaume Orsat) : George Venturi

### Acteurs récurrents
- Shadia Simmons (VF : Laurence Sacquet) : Emily Davis (50 épisodes)
- Arnold Pinnock (en) (VF : Frantz Confiac) : Paul Greebie (38 épisodes)
- Kit Weyman (VF : Geoffrey Vigier) : Sam Richards (22 épisodes)
- Shane Kippel : Ralph Papadapolis (saisons 2 à 4, 16 épisodes)
- Lauren Collins (VF : Ariane Aggiage) : Kendra (saisons 2 à 4, 10 épisodes)
- William Greenblatt (pl) : Sheldon Schlepper (saisons 2 et 3, 6 épisodes)
- Robbie Amell (VF : Alexandre Nguyen) : Max Miller (saison 3, 17 épisodes)
- Kate Todd (VF : Laura Préjean) : Sally (saisons 3 et 4, 10 épisodes)
- Joe Dinicol : Truman French (saison 4, 7 épisodes)

### Invités
- Alex House (en) : Trevor (saison 2, épisode 10)
- Keir Gilchrist : Jamie (saison 3, épisodes 2 et 15)
- Adam Butcher : Noel Covington (saison 3, épisodes 9 et 24 + saison 4, épisode 3)

 Source et légende : version française (VF) sur RS Doublage

## Épisodes

### Première saison (2005)
1. La Vie avec Derek (The Room)
2. Plus dure sera la chute (The Fall)
3. Petite fête entre amis (The Party)
4. Halte à la saleté (Puppy Dog Tails)
5. Retournement de situation (Grade Point: Average)
6. Le Mariage de tante Fiona (The Wedding)
7. La Varicelle (The Poxfather)
8. Qui perd gagne (House of Games)
9. Derek baby-sitter (Marti the Monster)
10. Une blessure bien pratique (Sweet Misery)
11. Babe Raider (Babe Raider)
12. La Théorie du chaos (All Systems No Go)
13. Le Code masculin (Male Code Blue)

### Deuxième saison (2006)
1. Une relation suspecte (Date with Derek)
2. Hockey et séduction (He Shoots, She Scores)
3. La fille qui crie à la rupture (Middle Manic)
4. Derek Président (Venturian Candidate)
5. D-ROCK (Battle of the Bands)
6. L'Art du mensonge (Lies My Brother Told Me)
7. Un entraîneur trop craquant (Crushin' the Coach)
8. À farceur, farceur et demi (Prank Wars)
9. La Rébellion (Freaked Out Friday)
10. Un pari et c'est tout ! (The Bet)
11. Une maturité soudaine (Mice and Men)
12. Papa, mon héros (Dinner Guest)
13. Recherche petit ami désespérément (Dating Game)

### Troisième saison (2007)
1. Derek joue sur deux tableaux (Two Timing Derek)
2. Une fête mortelle (It's Our Party)
3. Les Déboires du babysitting (Misadventures in Babysitting)
4. Mère au foyer (Slacker Mom)
5. Abus de pouvoir (Power Failure)
6. Serveur, serveuse (Don't Take a Tip from Me)
7. Les Frères despotes (The Bully Brothers)
8. Le Film de Casey (Home Movies)
9. Comédie musicale (Show-Off-Tune)
10. Jobs d'été (Summer School Blues)
11. Bonne note pour un tricheur (Grade A Cheater)
12. Adios Derek (Adiós Derek)
13. Frayeurs (Fright Night)
14. Pas de surprise pour mes 16 ans (Sixteen Sparkplugs)
15. Quand Derek rencontre Sally (When Derek Meets Sally)
16. Les Derekades de Noël (A Very Derekus Christmas)
17. Casey veut son Ivanhoé (Ivanwho?)
18. Rumeurs à la Saint-Valentin (Rumor Mill)
19. Derek se prend une veste (Derek Un-Done)
20. Une princesse pour mes 16 ans (Not So Sweet 16)
21. Leçons de conduite (Driving Lessons)
22. Le Bal de promo (Make No Prom-ises)
23. Casey pom-pom girl (Cheerleader Casey)
24. Une allergie pas ordinaire (Allergy Season)
25. Détectives en herbe (Things That Go Bump in the Night)
26. Les Amours des frères Ventury (Derek's School of Dating)

### Quatrième saison (2008)
1. Au service de la princesse (Two Kisses, One Party)
2. Scène ouverte, cœur fermé (Open Mic Plight)
3. Juste ami (Just Friends)
4. Mauvais début (March Break)
5. Six et demi (6 1/2)
6. Derek amoureux (Derek Denies Denial)
7. Derek fait ses valises (Happy New Schoolyear)
8. Rêves secrets (No Secrets)
9. Travail d'adultes (Take a Stepkid to Work Day)
10. Fini de jouer ! (No More Games)
11. Casey et Derek font connaissance (How I Met Your Stepbrother)
12. Un couple improbable (Casey & Ralph)
13. Le Concours de dance (Tuesday Afternoon Fever)
14. Un Petit Roublard (Teddy's Back)
15. Révisions tous azimuts (Rude Awakenings)
16. Les Chaperons (Truman's Last Chance)
17. Un partenaire pour le bal (Surprise)
18. En route vers le futur (Futuritis)

## Film
Un film dérivé de la série sorti au Canada en juin 2010 sous le titre Vacances avec Derek. Le film suit les vacances de la famille Venturi-Macdonald qui essaient de sauver le camping de la mère de Norah contre un promoteur immobilier voulant en faire un complexe.